# Haraucourt (Ardennes)
Haraucourt település Franciaországban, Ardennes megyében. Lakosainak száma 706 fő (2022. január 1.). Haraucourt Angecourt, Autrecourt-et-Pourron, Bulson, Maisoncelle-et-Villers, Raucourt-et-Flaba, Remilly-Aillicourt, Thelonne és Villers-devant-Mouzon községekkel határos.

## Népesség
A település népességének változása:
| Lakosok száma | 901  | 859  | 785  | 774  | 750  | 745  | 731  | 724  | 720  | 706  |
|               | 1968 | 1982 | 1999 | 2006 | 2011 | 2015 | 2017 | 2018 | 2020 | 2022 |